# Komet Perrine-Mrkos
Komet Perrine-Mrkos  (uradna oznaka je 18D/Perrine-Mrkos) je izgubljeni periodični komet z obhodno dobo 6,75 let. Pripada Jupitrovi družini kometov.

## Odkritje
Odkril ga je ameriško-argentinski astronom Charles Dillon Perrine (1867 – 1951) na Observatoriju Lick v Kaliforniji, ZDA, 9. decembra 1896. Po letu 1909 je spadal med izgubljene komete. Ponovno ga je odkril češki astronom Antonín Mrkos (1918 – 1996) 19. oktobra 1955 iz Observatorija Skalnate Pleso, Slovaška. Pri odkritju je uporabljal samo običajen binokular. Pozneje je odkritje potrdil tudi ameriški astronom Leland E. Cunningham.
Komet so nazadnje videli v letu 1969, niso pa ga videli leta 1975 kot so predvidevali. Prištevamo ga med izgubljene komete.